# Cárcel de Bulnes
El Centro de Cumplimiento Penitenciario de Bulnes más conocido como Cárcel de Bulnes, es una prisión de la ciudad de Bulnes, en la Región de Ñuble, Chile. Fue construido durante el gobierno de José Manuel Balmaceda y utilizado como centro de detención política y tortura durante la dictadura militar chilena de Augusto Pinochet.

## Historia
Los antecedentes históricos más antiguos de la Cárcel de Bulnes datan de fines del siglo XIX, cuando un decreto del 16 de septiembre de 1889 del gobierno de José Manuel Balmaceda, acepta la propuesta de don Pedro Juan Ojeda para la construcción de una cárcel de la ciudad de Bulnes, cuyos trabajos debían finalizar el 1 de junio de 1891, fecha en que Chile estaría en plena Guerra civil. En 1897, la Gaceta de Tribunales de dicho año, describió a la cárcel como una construcción moderna de cuartenta y un calabozos, donde existía separación entre reclusos hombres, niños y mujeres, sin embargo, también destacó la ausencia de una enfermería y un taller al interior del penal.
La cárcel de Bulnes es destruida por el Terremoto de Chillán del 24 de enero de 1939, falleciendo un gendarme y 23 convictos de 29 existentes, los seis sobrevivientes son trasladados a la Cárcel de Concepción, mientras se reconstruye el recinto penitenciario. La situación es descrita en 1970 en el libro autobiográfico "La luz tras la jaula" de Eduardo Enrique Galindo, un prisionero de la cárcel de Bulnes que transforma su conducta al conocer la religión protestante, quien sería liberado en 1942 por intervención de Marmaduke Grove ante el Ministro de Justicia de Chile de ese entonces, Enrique Arriagada Saldías. En 1961, el gobierno de Jorge Alessandri redistribuyó la administración penal de Chile y mandó la construcción de una nueva cárcel en Bulnes. En ese entonces, los prisioneros destinados a reclusión mayor o perpetua fueron derivados a la Penitenciaría de Temuco, mientras que los prisioneros de reclusión menor de la zona, eran destinados a las cárceles de Bulnes o Yumbel.
Durante la dictadura militar, el recinto fue utilizado como centro de detención política y torturas, donde a los detenidos se aplicaba golpes y sumersión en agua durante interrogatorios. Desde aquí, los reclusos podían ser derivados a la Cárcel de Chillán, donde las torturas eran de un nivel mayor.
Tras el Terremoto de Chile de 2010, la cárcel sufre daños perimetrales, lo cual obliga el traslado de su acceso a calle Manuel Bulnes. En junio de 2013, la cifra de internos fue de 119 personas. Al año siguiente, el recinto destaca por la construcción e inauguración del Liceo Polivalente Adultos de Itata, cual es un recinto educacional en las dependencias del penal, que fue creado con el objetivo de reinsertar a los prisioneros a la sociedad, la instalación de este recinto educacional contó también con una biblioteca. Para 2018, una riña al interior del penal dejó a un reo fallecido. Durante la Pandemia de COVID-19 en Chile, solo existió el reporte de una persona contagiada en el mes de septiembre de 2020, cual fue trasladado a una residencia sanitaria.